# Phengaris nausithous
Phengaris nausithous е вид пеперуда от семейство Синевки (Lycaenidae). Видът е почти застрашен от изчезване.

## Разпространение
Разпространен е в Австрия, Азербайджан, Армения, Беларус, България, Германия, Грузия, Испания, Казахстан, Молдова, Полша, Румъния, Русия, Сърбия, Украйна, Унгария, Франция, Черна гора, Чехия и Швейцария.